# João Pedro Maturano dos Santos
João Pedro Maturano dos Santos (Presidente Bernardes, 15 de novembro de 1996), mais conhecido apenas como João Pedro, é um futebolista brasileiro que atua como lateral-direito. Atualmente, joga pelo Grêmio.

## Carreira

### Comercial
Nascido em Presidente Bernardes, São Paulo, João Pedro começou nas categorias de base do Comercial Futebol Clube, onde permaneceu até 2012.

### Palmeiras
Ainda em 2012, foi contratado pelo Palmeiras. Na base do clube paulista, disputou o Campeonato Paulista Sub-17, a Copa do Brasil Sub-17, o Brasileiro Sub-20 (no qual o Palmeiras foi vice-campeão) e a Copa São Paulo de 2014.
Em setembro de 2014, foi chamado para a equipe principal do time alviverde pelo técnico Dorival Júnior, para completar o elenco. Ele estreou pelo Palmeiras num empate por 2-2 contra o Flamengo no dia 17 de setembro. Após uma boa partida, o lateral renovou seu contrato até 2019. Após assiná-lo, seu valor aumentou para R$12 milhões para clubes brasileiros e R$61 milhões para clubes do exterior.
Fez seu primeiro gol pelo time alviverde no dia 11 de outubro de 2014, numa partida contra o Grêmio que terminou com vitória de 2-1 para Palmeiras. João decidiu o jogo num chute de fora da área, marcando seu primeiro gol pelo time no profissional.

### Chapecoense
Em 9 de janeiro de 2017, foi emprestado para a Chapecoense por uma temporada.

### Bahia
Em 30 de dezembro de 2017, foi emprestado para o Bahia até o final de 2018.

### Porto
No dia 7 de junho de 2018, foi anunciado como novo reforço do Porto com um contrato até o final de 2023.

### Retorno ao Bahia
Em 30 de julho de 2019, retornou ao Bahia por empréstimo até o final de 2020. Em 16 de janeiro de 2021, prorrogou o contrato de empréstimo com o time baiano até o final de junho do mesmo ano.

### Corinthians
No dia 31 de agosto de 2021, foi anunciado pelo Corinthians com um contrato de empréstimo por um ano. Fez a sua estreia no dia 25 de novembro de 2021, durante uma derrota por 2-1 contra o Ceará, na Arena Castelão, pelo Campeonato Brasileiro 2021. Em 30 de junho de 2022, seu contrato de empréstimo se encerrou e o jogador deixou o clube paulista.

### Grêmio
Em 13 de janeiro de 2023, o Grêmio confirmou a contratação de João Pedro que chegou ao Tricolor gaúcho de graça. Ele assinou contrato definitivo até dezembro deste ano, com opção de renovação por mais uma temporada. Em 18 de fevereiro, João Pedro voltou a disputar uma partida depois de quase oito meses ele jogou contra o São Luiz que terminou empatado em 0-0.
Na temporada 2023, fez 44 jogos e 2 assistências.
Em 8 de dezembro de 2024, João Pedro alcançou a marca de 100 jogos disputados pelo Imortal na partida contra o Corinthians, última do Campeonato Brasileiro de 2024. Ele encerrou a temporada 2024 com 56 jogos, 6 assitências, 4 só no Brasileirão.

## Seleção Brasileira
João Pedro foi convocado em 2014 para as Seleções de base Sub-20 e Sub-21 do Brasil. Em março 2015, João foi convocado para a Seleção Olímpica Sub-23, após a lesão do lateral Cláudio Winck, para disputar amistosos contra Paraguai e México.

## Estatísticas

### Clubes
Abaixo estão listados todos os jogos, gols e assistências do futebolista por clubes.
| Clube             | Temporada         | Campeonato nacional | Campeonato nacional | Campeonato nacional | Copa nacional[a] | Copa nacional[a] | Copa nacional[a] | Competições continentais[b] | Competições continentais[b] | Competições continentais[b] | Outros torneios[c] | Outros torneios[c] | Outros torneios[c] | Total | Total | Total   |
| Clube             | Temporada         | Jogos               | Gols                | Assist.             | Jogos            | Gols             | Assist.          | Jogos                       | Gols                        | Assist.                     | Jogos              | Gols               | Assist.            | Jogos | Gols  | Assist. |
| ----------------- | ----------------- | ------------------- | ------------------- | ------------------- | ---------------- | ---------------- | ---------------- | --------------------------- | --------------------------- | --------------------------- | ------------------ | ------------------ | ------------------ | ----- | ----- | ------- |
| Palmeiras         | 2014              | 17                  | 1                   | 0                   | —                | —                | —                | —                           | —                           | —                           | —                  | —                  | —                  | 17    | 1     | 0       |
| Palmeiras         | 2015              | 11                  | 0                   | 0                   | 3                | 0                | 0                | —                           | —                           | —                           | 2                  | 1                  | 0                  | 16    | 1     | 0       |
| Palmeiras         | 2016              | 1                   | 0                   | 0                   | —                | —                | —                | —                           | —                           | —                           | 4                  | 0                  | 0                  | 5     | 0     | 0       |
| Palmeiras         | Total             | 29                  | 1                   | 0                   | 3                | 0                | 0                | —                           | —                           | —                           | 6                  | 1                  | 0                  | 38    | 2     | 0       |
| Chapecoense       | 2017              | 9                   | 0                   | 0                   | —                | —                | —                | 7                           | 0                           | 2                           | 13                 | 1                  | 0                  | 29    | 1     | 2       |
| Chapecoense       | Total             | 9                   | 0                   | 0                   | —                | —                | —                | 7                           | 0                           | 2                           | 13                 | 1                  | 0                  | 29    | 1     | 2       |
| Bahia             | 2018              | 3                   | 0                   | 1                   | 1                | 0                | 0                | 2                           | 0                           | 0                           | 9                  | 0                  | 0                  | 16    | 0     | 1       |
| Bahia             | 2019              | 12                  | 1                   | 0                   | —                | —                | —                | —                           | —                           | —                           | —                  | —                  | —                  | 12    | 1     | 0       |
| Bahia             | 2020              | 5                   | 0                   | 0                   | 1                | 0                | 0                | 2                           | 0                           | 0                           | 13                 | 0                  | 0                  | 21    | 0     | 0       |
| Bahia             | 2021              | —                   | —                   | —                   | 1                | 0                | 0                | 1                           | 0                           | 0                           | 5                  | 0                  | 0                  | 7     | 0     | 0       |
| Bahia             | Total             | 20                  | 1                   | 1                   | 2                | 0                | 0                | 3                           | 0                           | 0                           | 18                 | 0                  | 0                  | 56    | 1     | 1       |
| Porto B           | 2018–19           | 21                  | 3                   | 0                   | —                | —                | —                | —                           | —                           | —                           | —                  | —                  | —                  | 16    | 3     | 0       |
| Porto B           | Total             | 21                  | 3                   | 0                   | —                | —                | —                | —                           | —                           | —                           | —                  | —                  | —                  | 16    | 3     | 0       |
| Porto             | 2019–20           | —                   | —                   | —                   | 3                | 0                | 1                | —                           | —                           | —                           | —                  | —                  | —                  | 3     | 0     | 1       |
| Porto             | Total             | —                   | —                   | —                   | 3                | 0                | 1                | —                           | —                           | —                           | —                  | —                  | —                  | 3     | 0     | 1       |
| Corinthians       | 2021              | 1                   | 0                   | 0                   | —                | —                | —                | —                           | —                           | —                           | —                  | —                  | —                  | 1     | 0     | 0       |
| Corinthians       | 2022              | 2                   | 0                   | 0                   | —                | —                | —                | 2                           | 0                           | 0                           | 3                  | 0                  | 0                  | 7     | 0     | 0       |
| Corinthians       | Total             | 3                   | 0                   | 0                   | —                | —                | —                | 2                           | 0                           | 0                           | 3                  | 0                  | 0                  | 8     | 0     | 0       |
| Total na carreira | Total na carreira | 82                  | 2                   | 1                   | 8                | 0                | 1                | 12                          | 0                           | 2                           | 40                 | 1                  | 0                  | 142   | 3     | 4       |

- a. ^ Jogos da Copa do Brasil, Taça de Portugal e Taça da Liga
- b. ^ Jogos da Copa Libertadores e Copa Sul-Americana
- c. ^ Jogos do Campeonato Paulista, Primeira Liga, Campeonato Catarinense, Campeonato Baiano e Copa do Nordeste

### Seleção Brasileira
Abaixo estão listados todos os jogos, gols e assistências do futebolista pela Seleção Brasileira, desde as categorias de base.
Seleção Sub–23
| Ano               | Amistosos | Amistosos | Amistosos |
| Ano               | Jogos     | Gols      | Assist.   |
| ----------------- | --------- | --------- | --------- |
| 2020              | 1         | 0         | 0         |
| Total na carreira | 1         | 0         | 0         |

Seleção Sub–20
| Ano               | Campeonato Sul–Americano | Campeonato Sul–Americano | Campeonato Sul–Americano | Campeonato Mundial | Campeonato Mundial | Campeonato Mundial | Total | Total | Total |
| ----------------- | ------------------------ | ------------------------ | ------------------------ | ------------------ | ------------------ | ------------------ | ----- | ----- | ----- |
| 2015              | 6                        | 0                        | 0                        | 7                  | 0                  | 0                  | 13    | 0     | 0     |
| Total na carreira | 6                        | 0                        | 0                        | 7                  | 0                  | 0                  | 13    | 0     | 0     |

## Títulos
Palmeiras
- Copa do Brasil: 2015
- Campeonato Brasileiro: 2016

Chapecoense
- Campeonato Catarinense: 2017

Bahia
- Campeonato Baiano: 2018, 2020
- Copa do Nordeste: 2021

Grêmio
- Campeonato Gaúcho: 2023[20], 2024
- Recopa Gaúcha: 2023 e 2025